# Stargate Worlds
Stargate Worlds est un jeu vidéo dont le développement a été annulé et qui était basé sur la franchise de la série télévisée de science-fiction Stargate SG-1.
En 2006, Cheyenne Mountain Entertainment est chargé du développement de ce MMORPG, et entreprend d'exploiter ce vaste univers en permettant aux joueurs d'évoluer dès la sortie du jeu. Au début prévu pour la fin de 2008, il a été repoussé d'année en année pour finir par être annulé de fait sans qu'aucune annonce ne soit faite. Une soixantaine de mondes étaient prévus, pour certains totalement inédits par rapport au monde de la série.

## Développement
Après avoir achevé une première phase de bêta avec quelques personnes ciblées (amis et familles) durant l'été 2008, puis une bêta fermée fin 2008, Stargate Worlds a longtemps été en attente d'une nouvelle phase de Bêta fermée.
Au début de 2009, le jeu est en test interne. Afin de tenter de se renflouer, l'entreprise sort un autre jeu vidéo de tir à la troisième personne : Stargate Resistance, le 10 février 2010. Cependant, 10 jours plus tard, le 20 février 2010, Cheyenne Mountain Entertainment annonce être en dépôt de bilan, ce qui compromet la sortie de Stargate Worlds.
L'accord de la licence entre l'éditeur et la MGM a expiré le 16 novembre 2010, les serveurs du jeu Stargate Resistance ont été arrêtés le 15 janvier 2011. En 2012, les développements ont été arrêtés, et au moins deux procès ont été intentés contre l'ancien président et d'autres dirigeants de Cheyenne Mountain Entertainment.

## Scénario
Au départ le scénario du jeu devait se tenir entre la saison 8 et la saison 9 de Stargate SG-1, soit après la destruction des Réplicateurs et avant l'arrivée des Oris.
Les Classes de personnages prévues étaient :
- L'archéologue[7] est un expert dans les différentes sociétés, il tient un rôle important dans l’exploration et est un atout dans un groupe de joueurs. Son savoir peut par exemple permettre de différencier les peuples hostiles des amicaux, résoudre des énigmes…
- Les Asgards[3], d'apparence identique à ceux vus dans la série, représentent la race la plus évoluée technologiquement. Ils disposent d’un large arsenal, allant du drone de protection aux vaisseaux.
- Les Goa’ulds[3], ennemis mythiques de la Tau'ri, seront polyvalents dans le jeu, pouvant se spécialiser dans la technologie par exemple. Ils auront aussi à leur disposition de nombreux poisons pour blesser l’ennemi.
- Les Jaffas[3] sont la race de combattants par excellence dans le jeu, aussi bien en mêlée qu’à distance. Ils peuvent encaisser de nombreux coups et blessures.
- Le scientifique[7] a pour mission d’analyser les différentes technologies rencontrées lors des missions. Il aura aussi la possibilité de réparer et de créer de nouvelles armes. Il aura aussi la possibilité de se spécialiser dans les technologies de soins et de résurrection.
- Le soldat[7] est capable de lancer un assaut et de faire diversion pour protéger ses compagnons. Il peut se spécialiser dans un large éventail d’armes, allant de la grenade au lance-roquette. Il connaît les méthodes de soins les plus basiques, et peut aussi apprendre à utiliser des armes plus exotiques.
- Le commando[7] est un combattant plus fin dans ses techniques d’approche et dans les armes utilisées. Il est aussi capable de détecter des technologies environnantes. Il peut aussi utiliser des armes telles que le fusil de sniper, ou bien détecter les pièges.

L'équipe de développement de CME a annoncé que l'utilisation des vaisseaux se limiterait dans un premier temps au déplacement linéaire (navettes) ou à des évènements spéciaux. Donc pas de possibilité de bâtir son propre vaisseau.
Une extension avait été annoncée, elle devait offrir notamment de nouveaux mondes, d'autres possibilités de jeu et la poursuite de la série Stargate SG-1 dans les dernières saisons. De plus, cette extension devait donner la possibilité d'accéder à la galaxie de Pégase, la base Atlantis et l'univers de la série Stargate Atlantis.